# Emil Rausch
Emil A. Rausch (Berlín, 11 de setembre de 1882 - Berlín, 14 de desembre de 1954) va ser un dels grans nedadors alemanys de primers del segle xx, vencedor de nombrosos campionats alemanys de natació i que va prendre part en els Jocs Olímpics de 1904 i als Jocs Intercalats de 1906.
El 1904 va participar en tres proves de natació: les 880 iardes llures, la milla lliure i les 220 iardes lliures, guanyant l'or en les dues primeres i el bronze en la darrera d'elles.
Dos anys més tard, el 1906 va participar en els Jocs Intercalats, guanyant una nova medalla, en aquesta ocasió de plata, en els relleus 4x250 metres lliures, formant equip amb Ernst Bahnmeyer, Max Pape i Oscar Schiele. Acabà cinquè en la cursa de la milla estil lliure.